# Батинова Коса
Батинова Коса (хорв. Batinova Kosa) — населений пункт у Хорватії, у Сисацько-Мославинській жупанії у складі громади Топусько.

## Населення
Населення за даними перепису 2011 року становило 50 осіб.
Динаміка чисельності населення поселення:

## Клімат
Середня річна температура становить 10,68 °C, середня максимальна – 25,34 °C, а середня мінімальна – -6,29 °C. Середня річна кількість опадів – 1035 мм.
| Клімат поселення                              | Клімат поселення | Клімат поселення | Клімат поселення | Клімат поселення | Клімат поселення | Клімат поселення | Клімат поселення | Клімат поселення | Клімат поселення | Клімат поселення | Клімат поселення | Клімат поселення | Клімат поселення |
| Показник                                      | Січ.             | Лют.             | Бер.             | Квіт.            | Трав.            | Черв.            | Лип.             | Серп.            | Вер.             | Жовт.            | Лист.            | Груд.            |                  |
| Середній максимум, °C                         | 7,11             | 8,95             | 13,44            | 17,64            | 22,15            | 25,34            | 24,37            | 23,61            | 20,08            | 15,17            | 9,36             | 5,38             |                  |
| Середня температура, °C                       | 0,40             | 2,24             | 6,72             | 10,93            | 15,44            | 18,64            | 20,32            | 19,56            | 16,04            | 11,13            | 5,30             | 1,33             |                  |
| Середній мінімум, °C                          | −6,29            | −4,47            | 0,03             | 4,24             | 8,74             | 11,94            | 16,28            | 15,51            | 12,00            | 7,08             | 1,27             | −2,7             |                  |
| Норма опадів, мм                              | 63               | 62               | 72               | 85               | 88               | 98               | 91               | 93               | 97               | 100              | 105              | 81               |                  |
| Середньомісячна швидкість вітру, м/с          | 1.61             | 1.79             | 2.20             | 2.10             | 1.90             | 1.72             | 1.70             | 1.58             | 1.51             | 1.60             | 1.69             | 1.70             |                  |
| Середньомісячна сонячна радіація, кДж/м²·день | 4274             | 7008             | 10591            | 15055            | 19294            | 21266            | 22472            | 19392            | 14291            | 8943             | 4723             | 3487             |                  |
| --------------------------------------------- | ---------------- | ---------------- | ---------------- | ---------------- | ---------------- | ---------------- | ---------------- | ---------------- | ---------------- | ---------------- | ---------------- | ---------------- | ---------------- |
| Джерело:                                      |                  |                  |                  |                  |                  |                  |                  |                  |                  |                  |                  |                  |                  |